# Ramos Ruy
Ramos Ruy (ラモス 瑠偉 Ramosu Rui) (sinh ngày 9 tháng 2 năm 1957), tên khai sinh là Ruy Gonçalves Ramos Sobrinho là một cựu cầu thủ bóng đá người Nhật Bản gốc Brasil. 

## Sự nghiệp câu lạc bộ
Ramos là một trong những cầu thủ nước ngoài đầu tiên của bóng đá chuyên nghiệp Nhật Bản, gia nhập câu lạc bộ Yomiuri (sau này  Verdy Kawasaki ) của Giải bóng đá Nhật Bản vào năm 1977 lúc 20 tuổi. Câu lạc bộ đã vô địch ở Giải bóng đá Nhật Bản 5 lần, JSL Cup 3 lần và Emperor's Cup 3 lần. Câu lạc bộ cũng đã giành được Giải vô địch các câu lạc bộ châu Á 1987. Năm 1992, Liên đoàn bóng đá Nhật Bản (JFA) được thành lập và thành lập giải đấu mới J1 League. Câu lạc bộ là nhà vô địch giải đấu ở 1993 và 1994. Câu lạc bộ cũng đã giành được 1992, 1993 và Cúp J.League 1994. Vào mùa hè năm 1996, anh chuyển đến Kyoto Purple Sanga. Vào mùa hè năm 1997, anh trở lại đội bóng cũ Verdy Kawasaki và giải nghệ vào cuối mùa giải 1998. Anh ấy đã 41 tuổi. Anh 2 lần được chọn là Cầu thủ xuất sắc nhất Nhật Bản và 11 cầu thủ xuất sắc nhất. Anh ấy là một trong những cầu thủ trung tâm nhất trong kỷ nguyên vàng trong lịch sử Yomiuri/Verdy.

## Sự nghiệp quốc tế
Ramos là thành viên quan trọng của Đội tuyển quốc gia Nhật Bản trong suốt thời gian Vòng loại World Cup 1994 không thành công của họ. 
Vào tháng 9 năm 1990, khi Ramos 33 tuổi, anh được triệu tập vào Đội tuyển quốc gia Nhật Bản tham dự Đại hội thể thao châu Á 1990. Vào ngày 26 tháng 9, anh ra mắt trước Bangladesh. Sau khi ra mắt, anh trở thành cầu thủ thường xuyên của Nhật Bản. Anh ấy là thành viên của đội Nhật Bản đã vô địch Cúp châu Á 1992 và đã chơi 4 trận ở giải đấu này. Dưới sự dẫn dắt của người quản lý Hans Ooft, Nhật Bản đã tiến đến trận chung kết vòng loại AFC cho World Cup 1994. Ruy Ramos có mặt trên sân khi hy vọng vào vòng chung kết của Nhật Bản bị dập tắt bởi bàn gỡ hòa của Iraq ở phút bù giờ ở vòng loại vừa qua, trận đấu mà người hâm mộ Nhật Bản bây giờ gọi là Sự đau đớn của Doha. Năm 1995, Ramos cũng thi đấu tại King Fahd Cup. Anh đã chơi 32 trận và ghi 1 bàn cho Nhật Bản cho đến năm 1995.

## Sự nghiệp quản lý
Ramos đã nghỉ hưu một thời gian ngắn cho Okinawa Kariyushi FC với tư cách là cầu thủ–cố vấn kỹ thuật vào năm 2002. Tuy nhiên, anh ấy đã rời câu lạc bộ sau một thời gian tranh cãi với ban lãnh đạo vào cuối mùa giải. Sau đó, ông làm cố vấn kỹ thuật cho Crosstown FC Ryukyu.
Vào tháng 3 năm 2005, Ramos trở thành huấn luyện viên của Đội tuyển bóng đá bãi biển quốc gia Nhật Bản và đưa họ tham dự 2005 World Cup, nơi họ đứng thứ tư.
Vào tháng 1 năm 2006, ông được bổ nhiệm làm huấn luyện viên của đội cũ Tokyo Verdy, mới xuống hạng từ J1 League. Sau mùa giải 2006 đáng thất vọng ở J2 League, Huấn luyện viên Ramos tuyên bố rằng nếu đội của ông không thắng trận đầu tiên của mùa giải 2007, ông sẽ từ chức huấn luyện viên trưởng. Trận đấu đầu tiên diễn ra vào ngày 4 tháng 3 với Thespa Kusatsu, một trong những đội yếu nhất giải đấu, và Tokyo đã thắng trận này với tỷ số 5-0. Đội của anh ấy đã cán đích ở vị trí thứ 2 và Tokyo Verdy trở lại Division 1. Sau mùa giải, Ramos trở thành giám đốc điều hành của câu lạc bộ.
Năm 2009, Ramos lại trở thành huấn luyện viên cho Đội tuyển bóng đá bãi biển quốc gia Nhật Bản. Anh quản lý tại 2009, 2011 và 2013 và 2019 FIFA World Cup .
Năm 2014, Ramos ký hợp đồng với câu lạc bộ J2 League FC Gifu. Tuy nhiên, kết quả của câu lạc bộ mỗi mùa đều tệ và anh ấy bị sa thải vào tháng 7 năm 2016.
Năm 2018, Ramos được chọn Đại sảnh Danh vọng Bóng đá Nhật Bản.

## Thống kê sự nghiệp

### Câu lạc bộ
| Câu lạc bộ         | Mùa giải          | Giải đấu          | Giải đấu | Giải đấu | Cúp Thiên Hoàng | Cúp Thiên Hoàng | J.League Cup | J.League Cup | Tổng cộng | Tổng cộng |
| Câu lạc bộ         | Mùa giải          | Division          | Apps     | Goals    | Apps            | Goals           | Apps         | Goals        | Apps      | Goals     |
| ------------------ | ----------------- | ----------------- | -------- | -------- | --------------- | --------------- | ------------ | ------------ | --------- | --------- |
| Yomiuri            | 1977              | JSL Division 2    | 4        | 5        | 2               | 1               | 0            | 0            | 6         | 6         |
| Yomiuri            | 1978              | JSL Division 1    | 0        | 0        | 0               | 0               | 0            | 0            | 0         | 0         |
| Yomiuri            | 1979              | JSL Division 1    | 15       | 14       | 0               | 0               | 4            | 4            | 19        | 18        |
| Yomiuri            | 1980              | JSL Division 1    | 15       | 7        | 2               | 1               | 2            | 1            | 19        | 9         |
| Yomiuri            | 1981              | JSL Division 1    | 9        | 1        | 0               | 0               | 1            | 0            | 10        | 1         |
| Yomiuri            | 1982              | JSL Division 1    | 13       | 1        | 3               | 1               | 1            | 0            | 17        | 2         |
| Yomiuri            | 1983              | JSL Division 1    | 14       | 10       | 3               | 1               | 0            | 0            | 17        | 11        |
| Yomiuri            | 1984              | JSL Division 1    | 16       | 9        | 0               | 0               | 2            | 2            | 18        | 11        |
| Yomiuri            | 1985–86           | JSL Division 1    | 18       | 7        | 2               | 1               | 4            | 0            | 24        | 8         |
| Yomiuri            | 1986–87           | JSL Division 1    | 15       | 4        | 5               | 1               | 0            | 0            | 20        | 5         |
| Yomiuri            | 1987–88           | JSL Division 1    | 17       | 4        | 5               | 1               | 0            | 0            | 22        | 5         |
| Yomiuri            | 1988–89           | JSL Division 1    | 17       | 3        | 3               | 1               | 3            | 2            | 23        | 6         |
| Yomiuri            | 1989–90           | JSL Division 1    | 22       | 5        | 3               | 0               | 3            | 3            | 28        | 8         |
| Yomiuri            | 1990–91           | JSL Division 1    | 21       | 2        | 2               | 0               | 2            | 0            | 25        | 2         |
| Yomiuri            | 1991–92           | JSL Division 1    | 18       | 2        | 5               | 0               | 5            | 0            | 28        | 2         |
| Verdy Kawasaki     | 1992              | J1 League         | -        | -        | 4               | 1               | 8            | 1            | 12        | 2         |
| Verdy Kawasaki     | 1993              | J1 League         | 30       | 4        | 1               | 0               | 1            | 0            | 32        | 4         |
| Verdy Kawasaki     | 1994              | J1 League         | 26       | 3        | 0               | 0               | 3            | 0            | 29        | 3         |
| Verdy Kawasaki     | 1995              | J1 League         | 23       | 2        | 0               | 0               | -            | -            | 23        | 2         |
| Verdy Kawasaki     | 1996              | J1 League         | 9        | 0        | 0               | 0               | 0            | 0            | 9         | 0         |
| Kyoto Purple Sanga | 1996              | J1 League         | 10       | 0        | 2               | 2               | 9            | 0            | 21        | 2         |
| Kyoto Purple Sanga | 1997              | J1 League         | 10       | 0        | 0               | 0               | 2            | 0            | 12        | 0         |
| Verdy Kawasaki     | 1997              | J1 League         | 10       | 0        | 2               | 0               | 0            | 0            | 12        | 0         |
| Verdy Kawasaki     | 1998              | J1 League         | 29       | 0        | 0               | 0               | 1            | 0            | 30        | 0         |
| Tổng số sự nghiệp  | Tổng số sự nghiệp | Tổng số sự nghiệp | 361      | 83       | 44              | 11              | 51           | 13           | 456       | 107       |

### Quốc tế
| Đội tuyển bóng đá Nhật Bản | Đội tuyển bóng đá Nhật Bản | Đội tuyển bóng đá Nhật Bản |
| Năm                        | Trận                       | Bàn                        |
| -------------------------- | -------------------------- | -------------------------- |
| 1990                       | 3                          | 0                          |
| 1991                       | 2                          | 0                          |
| 1992                       | 10                         | 0                          |
| 1993                       | 14                         | 1                          |
| 1994                       | 0                          | 0                          |
| 1995                       | 3                          | 0                          |
| Tổng cộng                  | 32                         | 1                          |